# Riverplace Tower
Riverplace Tower (dawniej Gulf Life Tower) – wieżowiec i charakterystyczny punkt orientacyjny w Jacksonville, w stanie Floryda, w Stanach Zjednoczonych, o wysokości 132 m. Budynek został otwarty w 1974 i posiada 28 kondygnacji.